# MET-waarde
De MET-waarde ofwel het metabool equivalent is een meeteenheid binnen de fysiologie voor de hoeveelheid energie die een bepaalde fysieke inspanning kost ten opzichte van de hoeveelheid benodigde energie in rust. Eén MET komt overeen met de ruststofwisseling (ook 'basaalstofwisseling'), de hoeveelheid energie die verbruikt wordt tijdens stilzitten.

## Zuurstof
De MET-waarde wordt uitgedrukt in verbruik van zuurstof per kg lichaamsgewicht per minuut. Eén MET is gelijk aan 3,5 ml zuurstof per kg lichaamsgewicht per minuut. De MET-waarde van lichamelijke activiteiten varieert van 0,9 MET (bij slaap) tot 18 MET (zware inspanning).

## Berekening
De MET-waarde wordt toegepast in de onderstaande formule om het totale energieverbruik van een inspanning in te schatten:
Energieverbruik per minuut kcal/min = MET-waarde × 3,5 × gewicht200
Omdat de MET-waarde het relatieve energieverbruik aangeeft, is het toepasselijk voor een afzonderlijke persoon en niet bedoeld om mensen onderling te vergelijken.

## Verbruik in rust en bij inspanning
In rust en in wakkere toestand verbruikt een mens één MET per uur. Tijdens de slaap is dat 0,9 MET per uur. Lichte lichamelijke inspanning zorgt voor een verbruik van ongeveer 3 MET per uur.

## Toepassing

### Voedingsanalyse
De vuistregel is: 1 MET = 1 kilocalorie per kilo lichaamsgewicht per uur. Daaruit volgt, dat een mens van 70 kg in rust 70 kcal per uur verbruikt.
Om het energieverbruik per dag te berekenen, moeten de METs van een gemiddelde dag opgeteld worden. Het resultaat kan als basis voor een precies voedingsadvies dienen.

### Geneeskunde
Bij patiënten met een verminderde lichamelijke belastbaarheid (MET < 4) is bij geplande operaties met een gemiddeld of hoog cardiaal risico een verdere niet-invasieve diagnostiek aan te raden (bijv. inspannings-ECG of scintigrafie).

## Waarden
| Fysieke activiteit                      | MET     |
| Lichte activiteiten                     | < 3     |
| --------------------------------------- | ------- |
| slapen                                  | 0,9     |
| passief zitten (televisiekijken)        | 1,0     |
| actief zitten (met rugondersteuning)    | 1,8     |
| actief zitten (zonder rugondersteuning) | 2,0     |
| lopen tot 2,7 km/h                      | 2,3     |
| lopen tot 4 km/h                        | 2,9     |
| Activiteit met gemiddelde intensiteit   | 3 tot 6 |
| fietsen, met lichte inspanning          | 3,0     |
| oefeningen zonder apparaten             | 3,5     |
| fietsen, <16 km/h                       | 4,0     |
| fietsen                                 | 5,5     |
| seksuele activiteit                     | 5,8     |
| Zware intensieve activiteiten           | > 6     |
| joggen                                  | 7,0     |
| zware oefeningen zonder apparaten       | 8,0     |
| rennend joggen                          | 8,0     |
| touwtjespringen                         | 10,0    |